# Provitamina
Esta palabra proviene de latín vita "(vida)" y del amina "(necesaria para la vida)", estas son sustancias imprescindibles en la nutrición de los seres vivos.
Una provitamina es una sustancia que puede y tiene que ser transformada en una vitamina por el cuerpo y por el propio metabolismo o factores externos en la vitamina para ser aprovechada al máximo.
Así la provitamina D3 se transforma en la piel por actuación de la irradiación ultravioleta en vitamina D3.
Otro ejemplo es el beta-caroteno que es transformada en vitamina A. Por esto se recomienda la ingesta de comida rica en carotenos en algunos casos de problemas de visión que pueden ser tratados con vitamina A.
El cuerpo transforma sólo la cantidad necesaria de la provitamina en vitamina. Así se previenen los efectos negativos de la hipervitaminosis que en el caso de algunas vitaminas pueden ser letales. [cita requerida].
- Datos: Q423960
- Multimedia: Provitamin / Q423960